# NGC 5835
NGC 5835 is een spiraalvormig sterrenstelsel in het sterrenbeeld Ossenhoeder. Het hemelobject werd op 23 april 1887 ontdekt door de Amerikaanse astronoom Lewis A. Swift.

## Synoniemen
- UGC 9674
- MCG 8-27-57
- ZWG 248.48
- PGC 53699